# Corlier

Corlier este o comună în departamentul Ain din estul Franței.